# ジャック・スパロウ
ジャック・スパロウ（英: Jack Sparrow）は、映画『パイレーツ・オブ・カリビアン』シリーズに登場する架空の人物で、同作の主人公格である海賊。映画では俳優のジョニー・デップが演じ、日本語吹き替えは平田広明が担当している。

## キャラクターの発想について
ジョニー・デップは、現在に残されている海賊たちの実像を記録した文献以外にも、彼が大ファンであるローリング・ストーンズのギタリスト、キース・リチャーズと、アニメ『ルーニー・テューンズ』に登場するスカンクのキャラクター、ペペ・ル・ピューの双方に演技の面で影響を受けたと述べている。また、エロール・フリン、バート・ランカスターの演技にも感化されたとしている。デップは文献から「自身の掟に忠実な海賊は、自身の美意識に忠実な現代のロックスターのような」イメージを持っていること、ジャック船長を「性的に曖昧な」感じに好んで演じていたことについても述べている。
デップは、当作の演技でアカデミー主演男優賞にノミネートされた。脚本家のテッド・エリオットやテリー・ロシオらは、1作目のDVDのコメントで、デップが演じるジャック船長をバッグス・バニーやアメリカの喜劇俳優グルーチョ・マルクスと比較している。

## 伝記

### 映画登場以前
ディズニー公式サイトや映画シリーズに基づいたテレビゲームによれば、ジャック・スパロウはかつて、バーナクル号に乗り伝説のコルテスの剣を探し航海していた。コルテスの剣を発見後、コルテスの剣の魔力を使い、釣り船程度の規模であったバーナクル号を、大砲60門近く搭載する大型船グランド・バーナクル号に変える。しかしその後グランド・バーナクル号は、コルテスの魂が滅びると同時にバーナクル号へと逆戻りしてしまう。その後海賊の掟を破った事により逃亡。逃亡後は劇中の東インド貿易会社に雇われ船乗りをし、東インド貿易会社の商業用大型船である「ウィキッド・ウェンチ号（「あばずれ娘」の意）」の舵を取り、カトラー・ベケット卿からの一風変わった仕事を遂行していた。ある時ベケットから奴隷の輸送を依頼されるも、自由主義であるジャックは奴隷を物として扱う事への疑問と、他人の自由を奪う事への躊躇から輸送を拒んだ。しかし輸送をしなければ船に火を放つと脅され、仕方なく奴隷の輸送を承諾する。しかしジャックにとって奴隷の輸送は気持ちのいいものではなかっため、輸送中に奴隷を解放。その後ウィキッド・ウェンチ号と共に東インド貿易会社から逃亡、海賊へ復帰を果たすも、この事がキッカケでイギリス貴族への仲間入りが頓挫したためベケット卿は怒り狂い、ウィキッド・ウェンチ号に火を放って沈める事で制裁を与え、ジャック・スパロウに海賊の烙印を押した。これ以降ジャックは他人から命令される生活に戻らず、名実共に海賊となりその名を轟かせるようになる。後に、自らの船を求めたジャックは、映画2作目で登場するタコの姿をした海賊デイヴィ・ジョーンズに、沈んだ船を海底から引き上げて欲しいと嘆願する。船を引き上げては貰ったものの、その船はかつてのウィキッドウェンチ号とは言い難く、ベケットに火を放たれた事により船体は黒く焼け焦げ、暗闇では明かりなしで目視出来ないほどになっていた。ジャックは見た目にちなんで船を「ブラックパール号」と命名し、自らの船とした。
なお、2006年6月より、ジャックの少年期の冒険を綴った子供向け小説シリーズ『ジャック・スパロウの冒険』全12巻が出版されている。作家ロブ・キッドによって書かれたこのシリーズは、ジャックと寄せ集めの若い船員達が伝説の「コルテスの剣」を探し求めるというストーリーである。2011年4月より、同じくロブ・キッド作のパイレーツ・オブ・カリビアン外伝『シャドウ・ゴールドの秘密』全5巻が出版された。このシリーズは、ブラックパール号の船長となったジャックが呪いをかけられてしまい、それを解くのに七つの海を渡り伝説の海賊長たちの元を訪れるというストーリーで、『ジャック・スパロウの冒険』の続編となっている。
2011年11月、初の大人向け番外編小説『パイレーツ・オブ・カリビアン 自由の代償』上・下巻が竹書房より出版された。この小説は上記2シリーズとは異なり、著者はA・C・クリスピンである。ジャックが20歳から25歳の時のストーリーで、彼が海賊から東インド貿易会社の船乗りとなり、再び海賊に戻ってブラックパール号を手に入れるまでのいきさつや、カトラー・ベケットとの確執、そしてジャックの恋愛話などが盛り込まれている。総ページ数1000ページを超える長編小説であり、恋愛描写もかなり踏みこんだ内容になっているなど、子供向け小説とは作風の全く違う、大人の読者を意識したストーリーとなっている。

### パイレーツ・オブ・カリビアン/呪われた海賊たち

#### 部下の裏切り
映画第1作である。映画の物語の10年前、ジャックは、ブラックパール号を指揮して、隠された伝説のコルテスの金貨を探索していた時に、宝を山分けしようと当時一等航海士だったヘクター・バルボッサに提案されジャックはそれを快諾。バルボッサに宝島までの航路を教えてしまう。しかしこれは、宝を独り占めしようとするバルボッサの作戦であり、バルボッサ率いる船員達の反逆により、自決用に弾丸が一発だけ装填されたピストルと共に孤島に一人だけ放置されてしまう(この時船に乗っていた靴ひものビルはバルボッサの反乱には反対していた)。しかし、3日後、その孤島に酒類を蓄えていた酒類密輸入船の一団がやってきた時、物々交換による取引で孤島から脱出させてもらう（他人には、上手く捕まえた2匹のウミガメを自分の背中の毛で作ったロープで縛ってイカダにして、孤島から自力で脱出したなどと話し、自らの伝説として広めていた）。以来、屈辱を味わわせたバルボッサへの復讐に燃えながら、海賊として再起する事になったのである。そして、意趣返しのために、バルボッサを殺す時に使うのは自身に残した「一発だけ弾丸が装填されたピストル」と心に決めて、10年もの間携帯しており、ナッソー港では銃を使う事なく略奪に成功している（ただし、脅す目的では何度も使われている）。

#### ウィルとの邂逅
ジャックは現在のジャマイカにあり17世紀商業船の中心港であったポート・ロイヤル港に到着するも、総督の娘エリザベス・スワンが溺れているのを救った後、英国海軍によって海賊容疑で逮捕されてしまった。拘留されている間、スパロウの牢屋にウィリアム・ターナーが訪れ、バルボッサ率いる海賊にさらわれたエリザベスを探しだすためにジャックの助けを求めた。エリザベスはポート・ロイヤル港でバルボッサ一団に襲われた際、自身をスワン総督邸のメイドの「エリザベス・ターナー」と名乗ったため、バルボッサは彼女こそビル・ターナーの血を引く生き別れの子供だと勘違いしており、呪いを解く目的で彼にさらわれていたのである。ジャックはここでウィルが以前の船員仲間であった「靴ひものビル」または「ブーツストラップ」の異名を持つビル・ターナーと全く同じ名前であることに気付き、話の中でウィルがビルの実の息子であると悟る。ビルは暴動でジャック追放に同調せず、その後バルボッサとの対立から、靴紐に砲弾を括り付けられて海の底に落とされてしまった男だった。
ブラックパール号の船員を襲ったアステカの呪いの伝説に詳しいスパロウは、呪いを解くにはアステカの金貨を宝箱から入手した者、またはその親族の血で金貨そのものと共に贖われなくてはならない事、つまり金貨を持ち出した船員の1人であるビルの血を引く者が必要であると知っていた。そこでジャックはブラックパール号を奪回するためにウィルを使えると考え、エリザベス救出に力を貸してやると持ちかける。ウィルは海賊をひどく嫌っていた（彼は父の素性を知らなかった）にもかかわらず、スパロウを牢獄から出すのを助け、宮廷海軍船であるインターセプター号を奪う事に同意した。その後2人は、トルトゥーガへ行って船とその船員となる人物を募り、イスラ・デ・ムエルタへ向かってブラックパール号を捕捉。ウィルの愛するエリザベス・スワンを救い出す。

#### バルボッサとの決着
それからジャックはブラックパール号に追われる事となる。激しい海戦の末にインターセプター号は轟沈、船員は捕虜としてブラックパール号に捕らえられてしまう。そしてジャックとエリザベスは、ジャックが以前置き去りにされた島に二人置き去りにされる事になった。エリザベスは長らく捨て去られていた備蓄品のラム酒を使用して狼煙代わりにして火を起こし始め、英国海軍船舶に発見される。彼らはジェームズ・ノリントン提督に救出され、ウィルを助けるため、エリザベスはノリントンにイスラ・デ・ムエルタを攻撃するよう説得した。
到着した島では、ジャックが洞穴にこっそり入り、バルボッサに海軍が外で待ち伏せしていると知らせてウィルが犠牲にされるのを防いだ。そしてバルボッサは、ジャックの提案によって海軍を全滅させ、軍艦を手に入れるため船員を送り出す。しかしジャックはバルボッサへ向き直り、剣で交戦する。バルボッサはジャックの胸に剣を突き立てたが、月光が差す後ろへよろめいたジャックは、なんと呪われた姿となっていた。彼はバルボッサと対等に戦うために自分もまた不死身になろうと、隙を見て宝箱からこっそり金貨を盗み、自分もあえて呪われていたのだった。不死身同士の戦いで決着がつかないと思われたが、ジャックが常に持ち歩いていた銃でバルボッサを撃つと同時に、ウィルの血の一滴により呪いが解かれ（当然ジャックの呪いも解ける）、バルボッサは倒れる。ジャックは再び逮捕されて、絞首刑執行のためポート・ロイヤルに引き戻された。ところがウィルとエリザベスの助けによって城壁から「誤って」後ろへ落ちたとし、その場を脱出する事に成功した。かつてのジャックの仲間たちが操るブラックパール号は既に停泊して彼を待っており、乗船したあと進路を変えた。ついにジャックはブラックパール号の船長に返り咲く事に成功したのだった。

### パイレーツ・オブ・カリビアン/デッドマンズ・チェスト

#### 島の族長に
第2作目が始まるにつれ、ジャックが13年前にデイヴィ・ジョーンズ自身からブラックパール号を手に入れた事が明らかとなり、今やジョーンズへ船の借りを返すか、もしくは死者の船として有名な彼の「フライング・ダッチマン号」で100年間奴隷として働くかを迫られていた。ジャック自身は、2年目に反乱を起こされたので正確には2年間しか船長をしてなかったと要求を拒否しかけたが、ジョーンズは、船はなくとも自慢気にキャプテンと名乗っていた事は事実なのだからツケを払ってもらうと反論されてしまい、仕方なくジャックの魂分の乗組員100人をつれてくるという事でツケを払う事を承諾する。その頃ウィル・ターナーは東インド会社のカトラー・ベケット卿からジャックのコンパスを見つけるか、あるいはジャックの脱走を幇助した罪でエリザベスと共に絞首刑に処されるか、と告げられていたため、ジャックが所有するコンパスを捜していた。ウィルはジャックをペレゴストス族の島で発見するも、ジャックは彼らに族長と勘違いされ神として扱われており（1作目で「…そしてその時彼らが俺を族長にしたんだ」といったセリフがあったのを思い出させる）、それはまたジャックがこれから島の民に食べられ、「肉体から魂を解き放たれる」事を意味していた。ジャックは生きながらにして料理される前に島民に小休止を取ると告げて自由の身となり、彼らに捕えられる前にやっとの事で停泊していたブラックパール号に辿り着く事ができた。ジャックは「今日という日を忘れるな、キャプテン・ジャック・スパロウを捕り逃がした日だ」と決め台詞を言おうとするものの、船側の波に遮られた。この出来事に続いて、船員たちはジャックがかつて関係を持ったと示唆するジャマイカの司祭、ティア・ダルマのもとへ辿り着いた。

#### 最後の闘い!?
ジャックはその後、ジョーンズにジャック自身の命と引き替えに100人の魂を交換する事を約束してしまったために、トルトゥーガで100人集めようとするも、到底100人を集める事は出来ず、最終手段として大急ぎでデイヴィ・ジョーンズの宝箱を捜し、新たな取引をしようと企んだ。しかし、また同じく宝箱を求めるノリントンとウィルの双方と対峙する事になった（ウィルはジョーンズの船で奴隷の境遇にある彼の父親・「靴ひものビル」を自由にしたいと切望し、ノリントンはジョーンズの心臓をベケット卿の元へ持ち帰ることで海軍への復帰を望んでいた）。ノリントンが、宝箱をもって戦場を走りぬけ、デイヴィ・ジョーンズの船員たちが、それを追跡している間に戦闘からなんとか逃れたが、彼らが戦っていた島から十分に離れられる前にジャックの命と彼のブラックパール号を奪うため、ジョーンズはフライング・ダッチマン号を海中から海上に浮上させた。デイヴィ・ジョーンズはブラックパール号が手の届かない位置に遠ざかるまで大砲で船を襲撃した。これにより、デイヴィ・ジョーンズが船を取り戻すためにクラーケンを召喚するよう促してしまう。ブラックパール号の船員が自分たちの命を守るため果敢にも戦っている中ジャックはボートで逃げ出したが、コンパスを覗き自分の「最も手に入れたいもの」が何であるかを知る。
その後、期せずして英雄的登場でブラックパールに戻り、ウィルと協力してクラーケンを追い払うが、単にクラーケンを怒らせただけだ、とブラックパールを捨てる事を決断する。

#### スパロウ死す
船員が船から脱出の準備をする際、エリザベスはジャックをブラックパール号のマストへと連れだして彼にキスをし、同時にマストの支柱に手かせで彼を縛り付けた。彼女がクラーケンはジャックの後のみを追っており、こうして縛り付けた事は仕方がなかったと説明した際、ジャックは飾り気無く「海賊め」と答えたが、それはもし自分が彼女の立場なら自分も同じ事をしただろう、と彼女を認め、自分の運命を受け入れた事を指し示していた。エリザベスはその後脱出ボートに乗り、ウィルが荒く（キスシーンを見た後で）「ジャックはどこだ?」と聞くと、彼女はボートに乗った自分達が助かるより良い機会を与えるため、一人船に留まったのだと答えた。
そうしている間にジャックは手錠から抜け出して何とか自由になる事ができたが、自身がクラーケンと目の前で対峙するのがわかっただけであった。ジャックは無くしていた自分の海賊帽を拾い上げて「Ello, beastie（よお、怪物）」と言い、クラーケンの口へと突進していった。その頃ブラックパール号と共に海に沈んでいくジャックを見届けたデイヴィ・ジョーンズは、宝箱に彼の心臓はもはや入っていない事に気が付いていた。怒ったジョーンズは宝箱の事でジャックを咎め、「Damn you, Jack Sparrow!（おのれ、ジャック・スパロウめ!）」と叫んだ。しかし肝心のジョーンズの心臓はノリントンが所有しており、彼はそれをベケット卿に届けてジャックを追跡した際に失った名声、第1作目後のある時期に遭遇した竜巻で失った彼の多くの船員、それから彼の提督という階級を取り戻したいとベケット卿に取引を持ちかけた。
ブラックパール号の残りの船員達は、暗く陰鬱な空気に包まれたティア・ダルマの家へ再び到着した。ギブスがジャックの名声に乾杯の音頭をとると、ウィル以外皆が連なってそれに答えた。そして暖かい飲みものを配り、皆がジャック・スパロウ船長を祝してそれを飲んだ。しかしエリザベスは悔恨にあふれ、唯一飲まなかった。打ちひしがれた様子のエリザベスに気付いたウィルは「もしジャックを取り戻すためにできる事があったなら、エリザベス…」と言うとそこにダルマが割って入り、ジャックと彼の大切なブラックパール号を取り返すためなら快く地球の果てまで航海するかどうかと尋ねると、全員が賛同を表明した。ダルマは一同に「不気味で取り憑かれたように危険な『世界の果て』」に果敢に立ち向かうならば、7つの海を知り尽くした船長が必要だ」と告げた。その言葉を受けて階段を下りてくる人物。肩に猿のジャックを乗せ、青いリンゴをかじる男は、死んだはずのバルボッサだった。「さあ聞こうか、俺の船はどうなったんだ?」と尋ねるシーンで第2作目は終了する。

### パイレーツ・オブ・カリビアン/ワールド・エンド

#### スパロウ救出
ジャック・スパロウはジョーンズのクラーケンに飲み込まれブラックパール号ごとデイヴィ・ジョーンズの墓場に送られていた。バルボッサやブラックパール号の船員たちに救助され、元の世界に戻る方法をひらめき仲間と共に無事に生き返る。

#### 海賊長会議へ
復帰後、ジャックは周囲からの話や実際にクラーケンの死骸を目の当たりにする事で、自分の不在中に海で起きた状況を確認する。ベケットがジョーンズの心臓の入った宝箱と鍵を手に入れ、制海権を握りつつある事を。彼はベケット本人と交渉を行い、東インド貿易会社へ対抗する海賊の最後の牙城であり近々海賊長会議が招集される「難破船入江」の場所を案内する見返りとして、ジョーンズとの契約を無効にするよう要求してその場を去る（ジョーンズとの契約はジャックが一度死んだ事によりチャラになったと思っていたものの、ベケットに「だが晴れて生き返った」と契約がチャラにはなっていない事を告げられたためこの要求をした）。

#### 評議会の王、誕生
ジャックたち一行は難破船入江での海賊長9人を招集し、会議を開いた。エリザベスの作戦は相手と戦うべきだと主張したが、「この難破船入江は要塞だよ。武器でも何でも揃っている。」と言われてしまうが、ジャックが「ここに篭城したとしても、一ヶ月後に生き残っているのはここにいる半分程度だろう。ここは戦うべきだ。」とエリザベスに賛同した。しかしバルボッサは「戦闘行為は海賊王の宣言によってするもののはず。」と主張。ジャックはでまかせだと言ったが、ここで掟の番人（ジャックの父）が、「海賊の掟」の書かれた本を取り出す。そこにはバルボッサの言った通りの事が書かれていた。それによって海賊王を決める投票が始まった。全員自分に投票するのが暗黙の了解となっていたが、ジャックはなんとエリザベスに投票した。周りが反対する中、ジャックは「海賊の掟を破るのか？」と一瞥。全員黙りこくり、晴れて海賊王となったエリザベスの指示を待つ。その指示とは「各自全ての船を準備せよ。明け方戦闘をはじめる。」であった…

#### 海賊の命運をかけた戦い
全ての船が出揃い、海賊たちが雄叫びをあげる中、敵が見えた。しかし、敵船団は圧倒的な数である。海賊たちの勢いが急になくなり、全員がジャックを見る。するとジャックは｢…パーレイ？｣と宣言し、小さな孤島（ほとんどが砂浜であり、半径30メートル程の島）に、海賊側からジャック、バルボッサ、エリザベスが登場。そして相手側からは、カトラー・ベケット、そしてそれに仕える（心臓を脅しに使われている）海の悪魔デイヴィ・ジョーンズ、そして相手に情報を流し、一時的に裏切っていたウィルが登場した。ウィルを返してもらう代わりにジャックを差し出したのであった。そしてパール号に戻ったエリザベス。最後の頼みの綱であった海の女神カリプソにも見放された。（ちなみにカリプソと言われていたのは、ティア・ダルマである）もう逃げようという空気感の中、バルボッサが｢親父さんのために命をかけるのはゴメンだ。｣と一言。するとエリザベスは「そうね。なら何に命をかける？」と海賊達を勇気づけ、「旗を掲げろ！」と言った。海賊たちの闘志は再び燃え上がり、ドクロの旗を掲げた。海の真ん中に大渦が現れ豪雨の中、前進するブラックパール号とそれに対するフライングダッチマン号の海戦が始まった。

#### 終わりを迎えた悪魔
懸命に戦ったジャック達だったが、やはりデイヴィ・ジョーンズの不死身を打ち破る事はできず、ウィルが刺されてしまう。彼を救おうと飛びかかった靴紐のビル（ウィルの父）が殺されるという時、ジョーンズの心臓に刃が刺さった。ジョーンズは最期｢カリプソ…｣と一言残し、渦に飲み込まれた。そしてジャックとエリザベスはフライングダッチマン号から脱出し、生死の境をさまよっていたウィルの心臓をえぐりだし、ウィルがフライングダッチマン号の船長として、役目を果たす事となった。最後はブラックパール号と協力し、ベケット卿の船を沈めた。

### パイレーツ・オブ・カリビアン/生命の泉

#### 生命の泉
スペイン漁船の漁網に謎の男の身体がかかり引き上げられ、すでに死んでいると思ったその男は何故か生きていた。手に持っていたのは「生命の泉」に関する事が書かれたものと、その男が唯一発した言葉「Ponce de León（ポンセ・デ・レオン）」。ポンセ・デ・レオンとは200年前に生命の泉を発見したと言われた伝説の公的探検家の名だった。

#### 偽スパロウ現る
ジャックは相棒のギブスと共にイギリスのロンドンに潜伏していた。そしてロンドンのいたるところで「ジャック・スパロウが乗組員を集めている」という噂を聞く。その事を調べていく内に父親のキャプテン・ティーグと出会う。ティーグはジャックを酒場に連れ込み、泉に行くにはレオンの持つ聖杯2つがいるという事と「泉はお前を試す」と言い残し、ジャックの目の前から姿を消した。その直後に酒蔵に自分に似た影を発見し激しい剣戟の末偽スパロウの正体はかつて肉体関係を持ったアンジェリカである事を戦い方から見抜いた。その直後ジャックはアンジェリカの仲間に吹き矢で眠らされてしまった。

#### 黒ひげ
目が覚めたジャックはアンジェリカの乗る船で水夫として働かされていた。マストには神の教えを説いていたという宣教師、フィリップがくくりつけられていた(本来は殺されるはずだったが、神に誓える宣教師であるという理由からアンジェリカが殺す事を拒んだため黒ひげが愛する娘の頼みならと捕虜として生かした)。ジャックはアンジェリカに事の次第を問いただしていく内にアンジェリカの父が史上最恐の海賊「黒ひげ」であるという事が判明した。アンジェリカは父が義足の男に命を奪われると予言されておりそれから救おうとし、そのために生命の泉を目指している事も判明した。
その夜、ジャックは仲間を集め反乱を計画、黒ひげの姿を見た事がある者がいないという事は黒ひげは乗っていないと推測し、船を乗っ取ろうと反乱を起こした。反乱は成功に終わろうかとしていたとき船長室から史上最恐の海賊「黒ひげ」ことエドワード・ティーチが現れた。ジャックは黒ひげに取り入ろうとするも失敗し、さらにアンジェリカに「二人だけで泉に行かないか」と取り入ろうとするも一人生贄が必要だから二人で行っても意味がないと失敗。しかしここでジャックは泉で必要な儀式についての情報を得る。それは聖杯が二つとそれぞれに泉の水を入れ、さらに片方に人魚の涙を入れる必要があるという事。そして水だけが入っている聖杯を飲んだ方の寿命を、人魚の涙と水が入ってる聖杯を飲んだ方が得られるという事を聞き出した。さらに黒ひげは今まで沈めた船を瓶に閉じ込め集めていて、その中にブラックパール号があった。そして自分に手を貸せばブラックパール号を渡すとアンジェリカは交換条件を差し出してきた。

#### 人魚の涙
黒ひげはまず儀式に必要な「人魚の涙」の獲得のためホワイトキャップ湾へ向かう。そして黒ひげは犠牲を払いながらも人魚を一匹捕獲する事に成功した。
次に聖杯を獲得するため黒ひげ一行はレオンの船へと向かう。しかし一行は断崖絶壁に行き当たる。ジャックは迂回をしていく道を勧めたが黒ひげはジャックにここから飛び降ろ、と命じる。ジャックはしぶしぶ聞き入れ崖から飛び降りた。

#### バルボッサ、再び
レオンの船に辿り着いたジャックを待っていたのはバルボッサだった。しかしバルボッサは海賊ではなく生命の泉を探す英国王ジョージ2世に忠誠を誓い、いまや英国海軍に属し「サー」の称号を持つ公賊へと変貌していた。

#### 聖杯
ジャックとバルボッサはレオンの船の中で聖杯の入った箱の取り合いを始める。しかし箱の中には石が二つ入っていただけでスペインに先を越されていた。二人はレオンの亡骸が持っていた地図を見てスペインの拠点を突き止める。ジャックとバルボッサは協力をし聖杯を取り戻す事にした。一度は聖杯を手にはしたが逃げ道をスペイン軍にふさがれ二人はヤシの木にくくりつけられて囚われの身となってしまう。その際にバルボッサはイギリスやジョージ2世、生命の泉などはどうでもよく自分の片足とブラックパール号を失わせた黒ひげを殺す事のみが目的とジャックに話した。
その後ジャックはヤシの木によじ登りロープにヤシの実をくくりつけて向かいのヤシの木に巻きつけ、飛び移り脱走、さらにそれを合図と得たイギリス軍の手によりバルボッサも自由の身となりジャックは聖杯二つを確保しその場から去る。

#### いざ、生命の泉へ
聖杯を手に入れたジャックはバルボッサの元で案内人役をさせられていたギブスとともに黒ひげ達の元へと戻り生命の泉を目指す。戻った際にジャックはいくつかの交換条件を黒ひげに持ち出す。それは「コンパスを自分に返す事」、「アンジェリカに手を出さない」、「ギブズを自由にする」という内容だった。黒ひげは、その条件を飲み取り引き成立。再び彼らと泉探索に加わる。

#### 黒ひげの最期
ジャックのおかげで、ついに泉を見つけた黒ひげ一行。しかし、同時にその泉に直接行く為の儀式を隠れてみていた(ジャックの合図)バルボッサ率いる英国海軍も駆けつける。因縁の再会を果たし、今まさに一触即発しようとしていた。ジャックはその時なぜか「2人以外の人間は、観戦しよう。」とふざけた提案をするが、もちろん拒否される形で開戦。どさくさに紛れて、ジャックは永遠の生命を手に入れようと聖杯と人魚の涙を奪おうとするが、父をバルボッサから救いたいアンジェリカや手下のスクラムと交戦。しかしそんな中、また同じくして泉探索をしていたスペイン海軍が乱入。二つの勢力は戦いを中断し、あっけにとられた。スペイン海軍の長は、聖杯をジャックたちから強奪。カトリックの教えの名目のもと、踏み潰して放棄。そのまま泉の破壊活動を開始。
怒りに震えた黒ひげは、スペイン海軍と交戦しようとするも、隙をつかれて背後からバルボッサに毒付き剣で手の甲と腹部を傷つけられ瀕死状態に。アンジェリカも父に刺された剣を引き抜こうとするが、手を滑らせて自らの手も切傷。彼女に助命嘆願をされたジャックは、急いで聖杯を探す。バルボッサは黒ひげの剣と乗組員を連れて、スペイン海軍も泉の破壊を確認した後静かに去っていった。
その後、人魚シレーナに聖杯を渡されたジャックは僅かにしたたり落ちる泉の滴を聖杯に注ぎ、片方に涙を入れた。そして毒が回っていよいよ危険な状態になった２人を前にして、黒ひげに娘を救うよう言うが、彼はジャックの制止を無視する形で涙が入っている方を飲んだ。しかし、それはジャックの策略で黒ひげが飲んだのは「犠牲の水」だった。黒ひげはまもなくして生命の泉に飲み込まれ死亡、アンジェリカは永遠の命を手にし助かった。実の娘を平気で犠牲にする黒ひげが許せずとった行動だった。

#### 新たなる冒険へ
一方バルボッサは「Revenge is mine (復讐は我が手にあり)」という言葉のもと、名実ともに英国を裏切り、黒ひげに代わって「アン女王の復讐号」の船長になり海賊稼業に復帰。そのままトルトゥーガへと陽気に進路をとった。生命の泉を後にし、再び海へ出たジャックとアンジェリカ。ジャックは冒険にうっとうしいアンジェリカをとある無人島にピストル一丁を残して置き去り。ギブズと、ある島で合流。ギブズはその時、ニューギニアで使った手とジャックのコンパスを使って黒ひげの船からブラックパールと、その他もろもろの船を奪った事をジャックに見せびらかした。そしてギブズと仲良く浜辺を歩きながら、父親のティーグから「泉はお前の力を試す。」と序盤に言われた教訓の言葉をギブズに語り掛けながら新たな冒険へ歩いて行った。

## キャラクターの個性について

### 船長としての地位について
船長という「階級」無しで単に名前だけを呼ばれることを嫌い、名前だけを呼ばれるといちいち「キャプテン（船長）だ。キャプテン・ジャック・スパロウと呼べ」と訂正を求める発言を繰り返すことに象徴されているように、自分こそがブラックパール号の船長だという強い気持ちを持っている。第1作目における彼の大部分の行動は殆どこの目的のみに尽き、逆に船長になるためにはどんなことでもする(デイヴィ・ジョーンズに魂を売ったり、黒ひげを生命の泉に案内するなど)。
ジャックは一度船長となったバルボッサには、自身の従属と自分の海賊としての稼ぎの25%を還元することを申し出ており、それはジャックがバルボッサに彼の側に従うものと確信させるための単なる策略にすぎないはずであったが、それが結果としてジャックに船の指揮権を奪回させた。更にジャックは自由を好み、エリザベスにも「船とは、本当のブラックパール号とは、自由なのだ」と説明している。また彼は第2作目の『デッドマンズ・チェスト』では、ジャックが文字通りブラックパール号に自身の魂を売り正しく船の船長であるのだと確証された。クラーケンに襲われ船員達が船から離れざるを得なくなった時もまだ、ジャックは「ブラックパール号は俺にとってたった一つの船だ」とギブスに告げ、その後も船に居残り最愛の船を置き去りにすることを意図していないように見えたが、これはクラーケンがボートではなくジャックを追っていることを彼自身知っており、エリザベスもクラーケンが何の後を追っているのか確かめていた事実があったためと思われる。

### 振る舞いについて
最も明白な特徴と言えば、焦点が定まっていないかのように決まり悪そうに激しく動かす手ぶりと、やや酔っぱらっているようなよろめいた動きである。
彼は実際、島からの脱出を助けてもらった酒類密輸業者と浮かれ騒いで過ごしていたこともあったが、ウィルは劇中、スパロウのふらつきはその前に孤島に置き去りにされて高温の気候と熱射に苦しんだ結果ではないのか、と推測するシーンがある（ギブスは否定しているが）。またスパロウの手振りは、敵を無防備にさせておくための策略のひとつであるとも信じられており、まともに話を聴いているのかわからない酔っぱらいのような態度は、話を不明瞭にする傾向にも繋がっている。
そのほか、ジャックは右の肘と手首の間の前腕に、はっきりと海に沈む太陽の前方を飛ぶスズメのタトゥーを彫っている。これは明らかにノリントンがすぐ識別できると思われる、忌まわしい海賊へのよく知られた認定印である。（ちなみにスズメは英語でSparrow）更に彼は東インド会社によって右の手首にアルファベットのP（Pirates｛海賊｝の頭文字とされる）の焼き印が押されている。第2作目中にPの焼き印が映っているシーンで、カトラー・ベケット卿は彼とスパロウがある時期においてお互いに「印を付けた」ことがあると触れている。一方でベケット卿の焼き印も同じくアルファベットのPであるらしいものの、どのようにしてジャックがベケット卿に焼き印をつけたのかについては正確に明示されていない。

### ジャックの資産について
海賊であるジャックは資産として自身の体に常に多数のアイテムを身につけており、彼の三角帽、コンパス、ピストル、剣、そしてコートをまとめて「彼の資産」として知られている。
コンパスを除くこれらの資産は、ジャックの乗る船が「海の処刑人」サラザール艦長によって壊滅的な被害を受け、船長もコンパスをジャックに託しながら息を引き取り、絶望的な状況下でまだ誰からも青二才にしか見られなかった中、圧倒的な戦力差のあるサラザール艦長率いるスペイン海軍の戦艦を巧みな舵さばきと船員への指揮で呪いの海域に半ば封印するような形で縛り付ける事で、初めて船長としての実力を見せつけたジャックを敬う船員たちが「貢ぎ物」として授けた物である。
それ以来、ジャックは肌身離さず「資産」としている。また、彼自身の威厳として着用しているが、「貢ぎ物」を
下に要求するような発言もこれを機にするようになったとも捉えられるような描写が第5作に見られる。
コンパスについて
北を指さないコンパス。第2作にてヴードゥー教の予言者ティア・ダルマと交換して受け取ったものという事が判明したが、第5作の「最後の海賊」では、
若かりし頃のジャックが乗る船がサラザール艦長の攻撃を受け、船長が倒れる時に手渡されたものとなっており、
ティア・ダルマとの交換はなかったものとされるか、「後にジャックがティア・ダルマと何か交換し、再度交換した」或いは「ティア・ダルマと交換したのはジャックだったが、何かしらの理由で船長が所有することになり、倒れる際にジャックに返した」ということでなければ
辻褄が合わない状態になってしまった。通常のコンパスと異なり、コンパスを持つ人間が最も欲しているものを差す。一般的にこのコンパスは宝物や価値のある品目を指すが、人を指すこともできるほか、どんな人間が持っても機能し、地面の上に置かれ触れられていない間でさえも機能することができる。
このジャックのコンパスは第2作目の初めでは故障しているように思えたが、しかしその後ジャックがウィルを助け出す唯一の方法は「死者（デイヴィ・ジョーンズ）の宝箱」を探し出すことだと説得してエリザベスに持たせると、彼女はウィルを救い出すことしか考えていなかった為うまく機能した。また、後になってエリザベスがコンパスを所持していた際、コンパスはジャックを指したため彼女は動揺しながら「コンパスが壊れている」と不満を言わせることになった。またジャックが地面に置かれたコンパスを見たときエリザベスが砂地に座っていたため、身振りでその場所を移動するよう合図したシーンもある。
また、第5作において、コンパスには意思のようなものがあることがほのめかされており、コンパスを、意図的に裏切るような形で手放すと災厄が訪れるような設定も加わっている。
5作目において、コンパスをボトルとの物々交換で裏切った為に呪いの海域の呪縛からサラザール達が解放され、亡霊として海賊の全滅とジャックへの復讐に船を進める。
なお、コンパスを裏切った事でサラザール達の呪縛が解けた理由に関しては、バルボッサが「海賊にとっての最大の恐怖はサラザールだ 」と語っている。
ピストルについて
弾が一発だけ入ったピストル。ジャックがバルボッサに裏切られ、島に置き去りにされた際に施されたものである。本来は自決用に用意されたものだが、ジャックはこのピストルでバルボッサに復讐することを決意し、島を脱出した後10年間使わずに持っていた（ただし発砲はせずとも脅しには何度も用いている）。『呪われた海賊たち』にてバルボッサに発砲、心臓に命中し、その瞬間にウィルが金貨の呪いを解いたためにバルボッサは死亡、悲願は達成された。
三角帽について
ジャックの帽子。ジャックのお気に入りで常にかぶっており、「ジャックの資産」について話し合うとき彼は必ず帽子について特別な言及をする。2作目では冒頭部にてデイヴィ・ジョーンズの脅威から逃れる際、ジャック(バルボッサの猿）に落とされてしまうが、必死に回収しようとする船員達に「そのままにしておけ」と命じて彼らを驚かせた。この帽子はその直後にクラーケンによって食べられてしまう。しかしジャックはやはりこの帽子に未練があったようで、同作品中で映画全体を費やしてちょうどいい代用の帽子を探しており、特にパブでの乱闘のシーンでは戦闘に没頭していた数多くの人の三角帽を盗んでは試着していた。結局彼は2作目の最後に向かう場面で、自分が飲み込まれる前にクラーケンに吐き出された元の帽子を再び取り戻している。
「銀貨」について
ジャックが9人の“伝説の海賊”の1人である証。ジャックのそれはモロッコビーズと古代タイの金貨で、彼はそれを装飾品として頭からぶら下げていた。カリプソを目覚めさせる儀式にて焼失。

### 特色について
海賊にはまれながら、スパロウは利他的な性向があることで知られる。彼はよく危険を冒してまで他人を救い出すことがあり、特にウィルとエリザベスには著しくよく見られる。第1作目の脚本では、ジャックの優しさは甘さに通じ、彼の船員が反乱を起こした理由の一つであると示唆している。ジャックが海軍船「インターセプター」上で呪われたアステカの金貨の一つを非暴力的な方法で見つけ出そうと提案した際、バルボッサは「今ならわかるだろう、ジャック。お前はそんな態度だからブラックパール号を失ったのさ。人は死んだようになっている時をうかがいやすいものだ」と言っていた。更にスパロウは「海賊の掟」を重んじる高潔な男として演じられている。彼はまた世の中には「良い」海賊がいるとも信じ、それがビル・ターナーを「靴ひもの」と評価することに繋がっている。
ジャックは自分が「女という生き物の直感」を持つ女好きの男であると思いこんでいる。しかし、彼はみたところでは女性と長期間の関係に傾倒できないようである。ジャックは女性をとりこにする達人として演じられているが、以前の恋人が彼と彼を求める女性に平手打ちで叩く傾向があったようで、口説き落とす女性は彼にとって不快な記憶であるようだ。
スパロウがもっともよく使用するフレーズには、「savvy?（サヴィ?、お分かり?の意）」（デップは「余り連呼するものだから、僕の娘はジャックの本名をキャプテン・ジャック・スパロウ・ザヴィだと思っているよ」とコメントしている）や「bugger（バガ、想定外のことが起きた場合などに用いる）」がある。また彼は「（特定の立場を指揮できる）好都合な瞬間」を待つことにも幾つか言及している。またスパロウがもっとも引き合いに出すセリフは「Why is the rum gone?（なんでラム酒が無くなったんだ?）」である。
またジャックは見たところ真性口臭症に悩まされているようである。彼がノリントンにやや近づいたときはその悪臭で一歩後ろに下がらせ、スワン総督には1作目の最後に猿ぐつわで口を塞がれた（DVD版のコメントで、監督のゴア・ヴァービンスキーはその時のジャックの呼吸が「ロバの肛門内部」に似ていたと述べている）。2作目の「デッドマンズ・チェスト」の中でジャックがエリザベスにロマンチックに接近しようとした時、彼女はお互い違うタイプの人間であると色々なことを指摘し、その中の一つは「身体の衛生」であった。
1作目の「パイレーツ～」シリーズの映画DVDに収録された脚本家のコメントによれば、スパロウはターナー、バルボッサ、ノリントンと比べ最も才能の無い剣士であり、難解な立場を切り抜けるのに剣術よりも頭の回転に頼っているようである。
前述したようにジョニー・デップは海賊を「現代のロックスター」のようだと述べている。これは自らの美意識に忠実、という以外にもロックスターにまつわる話や伝説が通例スター自身よりも大きいものであるからである。1作目でカットされたシーンの中に、置き去りにされた孤島でエリザベスが最初に島から脱出した話がそれほど冒険的でないと知った後、彼の「他の」話で真実があるかどうか尋ねる場面があった。スパロウは表面上その彼女の遠回しな質問を侮辱したようであったが「真実?」と最初に答え、それから体中にある数多くの傷跡をさらした。これには東インド会社によって右手首につけられたPの焼き印、左前腕に沿ってできた原因不明の巨大な傷跡、そして右側の胸部に二つのマスケット銃の弾丸による外傷が含まれていた。それを見たエリザベスは目に見えて震え、一方のジャックは冷たく皮肉を込めて「真実なんか一つもないね」と結んだ。
スパロウは侮辱する言葉として「eunuch（「宦官」「去勢された男」などの意。吹き替え版では「タマなし」）」をよく用い、ウィル・ターナーとの争いの間にも「剣術の練習に長時間費やす傾向があるターナーは「eunuch」か」などと尋ねるシーンがある。第2作目中でも、原住民族の言葉を真似して彼らに何か喋っているセリフの合間に「Eunuchy snip-snip（ユーニッキー・スニップ・スニップ、Eunuch『去勢された男』とsnip-snip『ちょきんちょきん』を掛けているものとも考えられる）」と、鋏のジェスチャーを交えながら言っている。

## 他作品での登場について
- ジャック・スパロウはテリー・クラークのカントリー音楽作品「ガールズ・ライ・トゥー」のビデオクリップで空想の恋人として登場する。
- ゲームソフト『キングダム ハーツII』ではポート・ロイヤルの任意のパーティメンバーとして登場。英語圏で発売されたバージョンでは、英語圏版『ファイナルファンタジーX』でティーダの声優を担当したことでも知られる、ジェームズ・アーノルド・テイラーがジャックの声優を担当している（第2作の撮影のスケジュール上、デップ自身を起用できなかったため）。なお日本版では吹き替え版でもジャックを担当し、他の作品でもジョニー・デップの日本語吹き替えを数多く担当している平田広明が担当している。また、作中には『ナイトメアー・ビフォア・クリスマス』のジャック・スケリントン（通称・ジャック）が登場する為、ソラ達から「スパロウ」と呼ばれている。
- スパロウの名前はXbox専用のゲームである『Fable』と『Fable: The Lost Chapters』で墓地の墓石にも登場する。墓石には「J・スパロウ:追い風がいつもあなたの後ろにありますように」とあり、これは映画「ブロウ」でデップが演じたジョージ・ユングが、彼の父親と乾杯に参加した時のセリフの引用から来ているようである。
- 古典喜歌劇『ペンザンスの海賊』の2006年オーストラリア公演で、海賊王の役がアンソニー・ウォーロウによって演じられたが、その扮装や演出はジャック・スパロウ瓜二つであった。
- スパロウは海外版パソコンやPlayStation 2用のゲームソフト、『パイレーツ・オブ・カリビアン:レジェンド・オブ・ジャック・スパロウ』に敵キャラとしても登場。ゲームではジャックがどのようにして暴動に遭い置き去りにされた孤島から脱出したかや、銃弾を発砲することなくどうやってナッソー港で略奪を行ったか等を含めた、ジャックの過去のイベントが起こる。なおこのゲームでは、ジョニー・デップ自身がゲーム中のジャック・スパロウの声を担当している。しかし、ゲーム中に登場する他の映画キャラクターの声優は、映画本編で演じる俳優と異なっている。
- 2006年春、ディズニーはカリフォルニア州のディズニーランド、およびフロリダ州のマジック・キングダムにあるライド型アトラクション、「カリブの海賊」をより映画に関連付けたものに改装した。デップ演じるジャック・スパロウは街の宝物を探求する演出で、同アトラクション内に3度登場する。最後のシーンでは勝ち得た宝に囲まれた王座に座り、「ヨーホー」の歌(en:Yo Ho (A Pirate's Life for Me))を満足げに歌う勝ち誇ったジャックが見られる。2007年7月20日に東京ディズニーランドの「カリブの海賊」も同様のものに改装された。
- アメリカのプロレスラー、ポール・バーチルは、WWEに所属していた2006年にスパロウを意識した海賊ギミックを演じていた事があった。
- Xbox One・Xbox Series X/S・PC専用ソフト、『Sea of Thieves』のコラボクエストである『ある海賊の一生』でメインキャラとして登場。海賊の海（Sea of thieves）を支配しようとしているデイヴィ・ジョーンズを倒す為、プレイヤーとともに航海をする。